# Ultimen
Los Ultimen son un grupo ficticio de Super Héroes que aparecieron en la serie animada Liga de la Justicia Ilimitada. 
Basados en personajes originales de Hanna-Barbera que aparecieron a su vez en la serie animada Super Amigos, son un grupo de Super Héroes adolescentes que emplean sus poderes para llamar la atención en los medios masivos de comunicación. 

## Historia del equipo
Los Ultimen están inspirados en personajes que aparecieron en la serie Super Amigos, que fueron añadidos durante la temporada de El Reto de los Super Amigos para añadir diversidad étnica a la serie, e igualmente están inspirados en los Gemelos Fantásticos. Esos personajes fueron creados específicamente para la serie de los Super Amigos y no aparecieron previamente en los cómics. Si bien los Ultimen conservan los poderes y el trasfondo étnico, son presentados en una forma mucho menos estereotípica. Adicionalmente, los dos personajes basados en los Gemelos Fantásticos no necesitan tocarse para activar sus poderes (en la versión de DC Comics, "Xtreme Justice", se explica que en realidad los gemelos fantásticos necesitan hacerlo, aunque no es necesario que digan nada para que funcionen).
En su primera aparición, en el episodio "Ultimatum", los Ultimen ayudan a La Liga de la Justicia a salvar a un grupo de trabajadores de una plataforma petrolera de unos monstruos de lava. Cerca del final del episodio, Dragon de Viento crea un ciclón de viento ártico que congela a las criaturas y las hace permanecer sólidas, un poder no visto en su antecesor, "Samurái". Preocupado por el resultado de la batalla, pero no demasiado, le da toda su atención a los medios de comunicación, pronunciando un discurso tan aburrido que le provoca un bostezo a Superman. A pesar de que fueron invitados a la Liga de la Justicia, los Ultimen no aceptaron por no sentirse a la altura de esos personajes.
El administrador de los Ultimen, Maxwell Lord, utiliza los medios de comunicación para mostrar que esos héroes no tienen nada que ocultar al público. El asegura que los Ultimen, a diferencia de la Liga de la Justicia, es un grupo de héroes con los pies en la tierra (literal y figurativamente) de manera que la gente puede sentirse identificada con ellos. Lord también justifica el uso de la mercadotecnia de sus imágenes en el uso de productos como juguetes, para costear las carreras de los héroes, dando a sus miembros cheques reales para justificar su argumento. Sin embargo, en secreto, él tiene la preocupación de que Dragon de Viento tiene un nuevo poder, y convocó al resto de los Ultimen para probarlo. Gran Sombra, también obtuvo un nuevo poder, un aumento en su sentido del oído, mediante el cual escuchó a Lord hablando con su doctor, el Profesor Hamilton, lo cual le permitió saber que los Ultimen fueron creados en un laboratorio y que les fueron implantados recuerdos falsos por los miembros del Proyecto Cadmus. Eventualmente interrogaron a Lord, obligándolo a decirles que estaban muriendo y serían remplazados con clones. Molestos, los Ultimen trataron de llegar a la mujer a cargo, Amanda Waller, pero ella y su proyecto evacuaron antes de ello. Cuando la Liga de la Justicia apareció, detuvieron la búsqueda de Waller (excepto Gran Sombra) atacándolos en un intento de trascender como el grupo que detuvo a los Super Héroes más poderosos del mundo. Eventualmente perdieron, y a excepción de Gran Sombra (a quien se le ofreció oficialmente pertenecer a la Liga de la Justicia), fueron tomados bajo la custodia de Cadmus para esperar sus muertes. Ninguno de estos personajes aparecieron nuevamente y se presume que sus cuerpos se deterioraron hasta morir.
En el episodio "Flashpoint", se revela que Cadmus creó un ejército de clones de los Ultimen, para ser comandados por Galatea (a su vez, un clon de Super Chica) para combatir a la Liga de la Justicia. Estos Ultimen no tenían las personalidades de los originales, y operaban básicamente como autómatas bajo las órdenes de Galatea. En el episodio siguiente, "Pánico en el Cielo", el ejército de clones atacó la torre de la Liga de la Justicia mientras los miembros fundadores se encontraban en la tierra. Los miembros restantes de la Liga lograron derrotar al ejército de clones, pero no se sabe si se derrotó definitivamente a Galatea.

## Miembros
- Dragón de Viento (Wind Dragon / Vendaval en Latinoamérica) – Líder de los Ultimen que tiene la capacidad de controlar el viento y eventualmente, de crear hielo. (Basado en Samurái)
- Gran Sombra (Long Shadow / Extenso en Latinoamérica) - Tiene el poder de expandir su masa corporal creciendo en proporciones masivas. También demuestra un super oído. (Basado en Jefe Apache)
- Downpour (Diluvio en Latinoamérica) - Hermano de Shifter (Jayna), puede tomar cualquier forma transformándose en agua, en cualquiera de sus estados. (Basado en Zan de los Gemelos Fantásticos)
- Shifter (Forma en Latinoamérica) – Hermana de Downpour (Zan), puede transformarse en cualquier animal, incluso extinto (Basada en Jayna de los Gemelos Fantásticos)
- Juice – Puede generar y controlar la electricidad. el agua es su única debilidad. (basado en Volcán Negro, quien a su vez estaba basado en Relámpago Negro)

### Otros
- Maxwell Lord – Administrador y publirelacionista de los Ultimen.
- Amanda Waller – Dirigió la creación de los Ultimen y otras cuestiones relacionadas con el Proyecto Cadmus.
- Profesor Hamilton – Médico de los Ultimen.

- Datos: Q11704871